# Буковець (гміна Буковець)
Буковець (пол. Bukowiec) — село в Польщі, у гміні Буковець Свецького повіту Куявсько-Поморського воєводства.
Населення — 1356 осіб (2011).
У 1975-1998 роках село належало до Бидгощського воєводства.

## Демографія
Демографічна структура станом на 31 березня 2011 року:
|          | Загалом | Допрацездатний вік | Працездатний вік | Постпрацездатний вік |
| -------- | ------- | ------------------ | ---------------- | -------------------- |
| Чоловіки | 663     | 142                | 472              | 49                   |
| Жінки    | 693     | 139                | 432              | 122                  |
| Разом    | 1356    | 281                | 904              | 171                  |